# Abrothrix lanosus
El ratón lanoso (Abrothrix lanosus) es una especie de roedor del género Abrothrix de la familia Cricetidae. Habita en el sur del Cono Sur de Sudamérica.

## Taxonomía
Esta especie fue descrita originalmente en el año 1897 por el zoólogo británico Oldfield Thomas.
Localidad tipo
La localidad tipo referida es: “bahía Monteith Estrecho de Magallanes, Provincia de Magallanes, Chile”. Dicha localidad se sitúa en el archipiélago Madre de Dios.
Etimología
El término específico refiere al largo del pelaje, adaptado a soportar el intenso frío de la región donde habita.
Relaciones filogenéticas
En el año 2015, mediante un estudio que empleó análisis filogenéticos de secuencias del gen del citocromo b, se concluyó que A. lanosus junto con A. sanborni y A. manni forman un clado de ratones sureños.

## Distribución geográfica
Este roedor es endémico de los bosques fríos del extremo austral de Sudamérica, tanto en el archipiélago fueguino como en el sector continental, con poblaciones en la Argentina y Chile.

## Conservación
Según la organización internacional dedicada a la conservación de los recursos naturales Unión Internacional para la Conservación de la Naturaleza (IUCN), al no poseer mayores peligros y vivir en muchas áreas protegidas, la clasificó como una especie bajo “preocupación menor” en su obra: Lista Roja de Especies Amenazadas.